# Kathryn Bolkovac
Kathryn Bolkovac es una ex investigadora de la policía estadounidense de Nebraska. Trabajó como monitor de la Fuerza Internacional de Policía de las Naciones Unidas.
Contratada por DynCorp Aerospace, filial británica de DynCorp con sede en Estados Unidos, en el marco de un contrato relacionados con la ONU, se presentó una demanda en Gran Bretaña contra DynCorp por despido improcedente debido a una revelación protegida (la denuncia de irregularidades), y el 2 de agosto de 2002 el Tribunal concluyó por unanimidad a favor de ella. DynCorp tenía un contrato de $15 millones de dólares para tomar y capacitar agentes de policía para el deber en Bosnia en el momento en que informó de estos funcionarios estaban pagando por prostitutas y participaban en el tráfico sexual. Muchos oficiales se vieron obligados a renunciar bajo sospecha de actividad ilegal, pero ninguno ha sido procesado, ya que también gozan de inmunidad judicial en Bosnia. Madeleine Rees testificó a su favor.
La historia de Kathryn Bolkovac fue llevada al cine en una película, The Whistleblower, lanzado en 2010. Después de su proyección, el Secretario General de la ONU Ban Ki-moon, abrió una mesa redonda sobre la explotación y los abusos sexuales en situaciones de conflicto y posconflicto.
El cineasta y altos funcionarios de la ONU abordan cuestiones planteadas en la película, incluyendo el tráfico de personas y la prostitución forzada, así como los esfuerzos de la Organización para combatir la explotación sexual de mujeres y niños.
Bolkovac es también coautora de un libro de 2011 con Cari Lynn, The Whistleblower: Tráfico Sexual, Contratistas Militares y la Lucha de Una Mujer por la Justicia.
Ella vive entre Lincoln (Nebraska) y Ámsterdam, donde no ha podido conseguir otro empleo en agencias internacionales.